# NKT Flexibles
NKT Flexibles je tvrtka koja proizvodi cijevi i dijelove prijenosnih sustava (cjevovoda) u kemijskoj i petrokemijskoj industriji. Od 2012. nalazi se u vlasništvu američke naftne tvrtke National Oilwell Varco iz Teksasa.
Osim dijelova za naftovode, cjevovode i toplinske stanice, tvrtka proizvodi i podmorske kabele od optičkih vlakana te sustave za ožičenje naftnih platformi.
Proizvodi i električne kabele, suosnike i dijelove očvrsja (hardvera) za računalo. Proizvodi i ulja, lakove, boje i maziva od koncentrično-kružnih slojeva polimera.
Osnovana je 1999. izdvajanjem iz grupacije NTK Cables ostavši članica NTK Grupe. Jedina tvornica nalazi se u Kalundborgu na Zelandu, koja se prostire na površin od 157.000 četvornih metara. Od toga 40.000 četvornih metara otpada na skladišta, a ostalo na proizvodne pogone. Tvrtka ima urede i podružnice u mjestima općine Brøndby.
U lipnju 2011. sklopila je dva ugovora vrijedna 1,3 milijarde dolara s brazilskim naftnim divom Petrobrasom, u kojem je dogovoreno otvaranje proizvodnih pogona u Brazilu.
Osim proizvodnje, bavi se i inženjerstvom protočnih sustava, razvojem, nabavom, testiranjem i istraživanjem uporabe optčkih i visokotehnoloških sredstava u kemijskoj i petrokemijskoj industriji.